# 田中三男

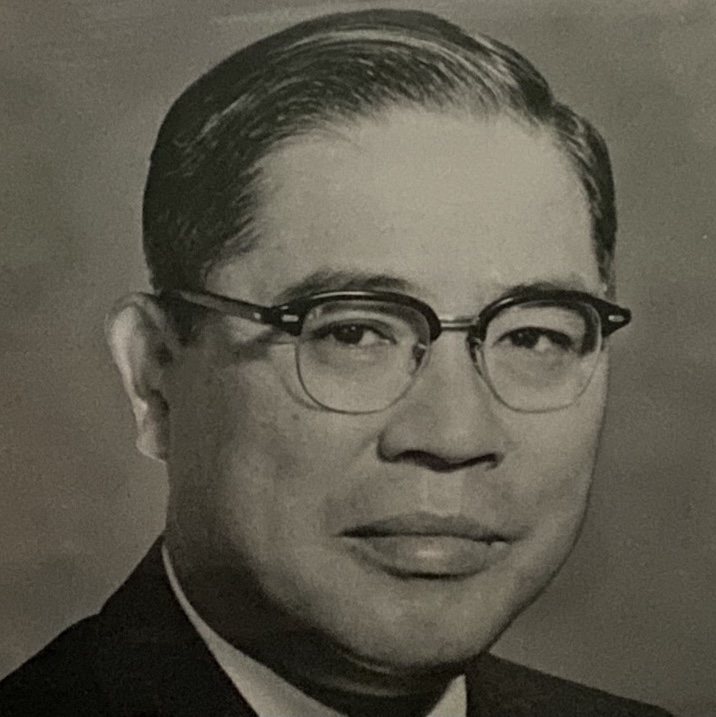

田中 三男（たなか みつお、1907年11月21日 - 1974年7月11日）は、日本の外交官。位階は正三位。

## 人物
兵庫県相生市生まれ。1932年外交官試験合格、33年東京帝大法学部卒業後、外務省入省。ニューヨーク、通商局1課、同3課、上海、北京、天津勤務、神戸連絡調整事務局局長を経て、前後は46年管理局経済部総務課長、47年調査局5課長、同1課長を務める。1950年8月管理国入国管理部長、翌年入国管理庁研修所長の後、52年2月サンフランシスコ在外事務所所長を経て同年4月サンフランシスコ総領事。1951年密出入国に関する治安行政機関監察の件で衆議院行政監察特別委員会に証人喚問された。
同年12月情報文化局長、翌53年吉田茂首相の秘書官を務めた後、情報文化局長を再び務める。1957年ニューヨーク総領事、61年2月チリ大使、63年9月アルゼンチン大使、67年12月トルコ大使を歴任。
1970年11月帰朝し、71年7月依願退職。1974年死去、正三位勲一等瑞宝章。